# Championnat d'Asie du Sud-Est féminin de football
Le Championnat d'Asie du Sud-Est féminin de football ou AFF Women's Championship est une compétition de football féminin opposant les équipes des pays et territoires situés en Asie du Sud-Est. Elle est organisée par la Fédération de football d'Asie du Sud-Est (ASEAN).
La compétition existe depuis 2004.

## Palmarès

### Palmarès par édition
| Numéro | Édition | Pays hôte   | Vainqueur            | Finaliste            | Troisième place      | Quatrième place      |
| ------ | ------- | ----------- | -------------------- | -------------------- | -------------------- | -------------------- |
| 1      | 2004    | Vietnam     | Birmanie             | Vietnam B            | Vietnam              | Indonésie            |
| 2      | 2006    | Vietnam     | Vietnam              | Taipei chinois       | Thaïlande            | Birmanie             |
| 3      | 2007    | Birmanie    | Birmanie             | Thaïlande            | Vietnam              | Malaisie             |
| 4      | 2008    | Viêt Nam    | Australie            | Vietnam              | Thaïlande            | Birmanie             |
| 5      | 2011    | Laos        | Thaïlande            | Birmanie             | Vietnam              | Laos                 |
| 6      | 2012    | Vietnam     | Vietnam              | Birmanie             | Thaïlande            | Laos                 |
| 7      | 2013    | Birmanie    | Japon (- 23 ans)     | Australie (- 20 ans) | Vietnam              | Birmanie             |
| 8      | 2015    | Vietnam     | Thaïlande            | Birmanie             | Australie (- 20 ans) | Vietnam              |
| 9      | 2016    | Birmanie    | Thaïlande            | Vietnam              | Birmanie             | Australie (- 20 ans) |
| 10     | 2018    | Indonésie   | Thaïlande            | Australie (- 20 ans) | Vietnam              | Birmanie             |
| 11     | 2019    | Thaïlande   | Vietnam              | Thaïlande            | Birmanie             | Philippines          |
| 12     | 2022    | Philippines | Philippines          | Thaïlande            | Birmanie             | Vietnam              |
| 13     | 2025    | Vietnam     | Australie (- 23 ans) | Birmanie             | Vietnam              | Thaïlande            |

### Palmarès par équipe
| Rang | Équipe                                                | Victoires                  | Deuxièmes places           | Troisièmes places                            | Quatrièmes places |
| ---- | ----------------------------------------------------- | -------------------------- | -------------------------- | -------------------------------------------- | ----------------- |
| 1    | Thaïlande/ Thaïlande (- 20 ans)                       | 4 (2011, 2015, 2016, 2018) | 3 (2007, 2019, 2022)       | 3 (2006, 2008, 2012)                         | 1 (2025)          |
| 2    | Vietnam/ Vietnam B                                    | 3 (2006, 2012, 2019)       | 3 (2004, 2008, 2016)       | 7 (2004, 2007, 2009, 2011, 2013, 2018, 2025) | 2 (2015, 2022)    |
| 3    | Birmanie                                              | 2 (2004, 2007)             | 4 (2011, 2012, 2015, 2025) | 3 (2016, 2019, 2022)                         | 2 (2013, 2018)    |
| 4    | Australie/ Australie (- 23 ans)/ Australie (- 20 ans) | 2 (2008, 2025)             | 2 (2013, 2018)             | 1 (2015)                                     | 1 (2016)          |
| 5    | Philippines                                           | 1 (2022)                   | 0                          | 0                                            | 1 (2019)          |
| 6    | Japon (- 23 ans)                                      | 1 (2013)                   | 0                          | 0                                            | 0                 |
| 7    | Taipei chinois                                        | 0                          | 1 (2006)                   | 0                                            | 0                 |
| 8    | Laos                                                  | 0                          | 0                          | 0                                            | 2 (2011, 2012)    |
| 9    | Indonésie                                             | 0                          | 0                          | 0                                            | 1 (2004)          |
| 10   | Malaisie                                              | 0                          | 0                          | 0                                            | 1 (2007)          |